# A. Hosahalli, Kunigal
A. Hosahalli là một làng thuộc tehsil Kunigal, huyện Tumkur, bang Karnataka, Ấn Độ.